# Mario He
Mario He (auch Yi Tong He; * 3. August 1993) ist ein österreichischer Poolbillardspieler aus Rankweil. Er wurde 2012 Europameister in der Disziplin 8-Ball.

## Karriere

### Einzel
Seinen ersten nationalen Titel im Jugendbereich gewann Mario He 2006 im 9-Ball in der Altersklasse Knirpse, in der er 2007 zwei weitere Titel gewann. 2007 gewann er zudem seinen ersten von sechs österreichischen Meistertiteln bei den Schülern.
Im Februar 2009 gelang ihm bei den French Open erstmals der Einzug in die Finalrunde eines Euro-Tour-Turniers. Nach Siegen gegen Christian Reimering, Jonni Fulcher und Ralf Souquet schaffte er es schließlich ins Finale, in dem er dem Niederländer Niels Feijen mit 4:9 unterlag. Zwei Monate später erreichte er bei der Europameisterschaft der Herren, zu der er in diesem Jahr zum ersten Mal nominiert worden war, das Halbfinale im 9-Ball, das er jedoch mit 6:9 gegen den späteren Europameister Nick van den Berg verlor. Nachdem er bei den China Open den 33. Platz belegt hatte und bei den Qatar World Open Siebzehnter geworden war, gewann er im August 2009 mit Bronze im 14/1 endlos und im 9-Ball der Schüler seine ersten Medaillen bei einem Einzelwettbewerb der Jugend-Europameisterschaft. Im November 2009 erreichte er bei der 10-Ball-Weltmeisterschaft die Runde der letzten 64 und schied dort gegen Daryl Peach aus.
Bei der EM 2010 erreichte Mario He das Viertelfinale im 14/1 endlos und verlor dieses mit 70:125 gegen den Niederländer Huidji See. Bei den Finland Open 2010 gewann er seine zweite Euro-Tour-Medaille, nachdem er im Halbfinale gegen Karl Boyes ausgeschieden war. Im Oktober 2010 wurde er durch einen Finalsieg gegen Maximilian Lechner im 8-Ball erstmals österreichischer Meister der Herren. Bei den Junioren gewann er den Meistertitel in den Disziplinen 8-Ball und 14/1 endlos. Im März 2011 gelang ihm erstmals der Einzug ins Finale der Europameisterschaft; nach Siegen gegen Serge Das und Francisco Sánchez musste er sich im 9-Ball-Endspiel jedoch Nick van den Berg mit 3:11 geschlagen geben. Bei der 9-Ball-WM 2011 erreichte er die Runde der letzten 64. Im Juli 2011 wurde er österreichischer Meister der Herren in den Disziplinen 8-Ball und 10-Ball. Einen Monat später gewann er bei der Junioren-Europameisterschaft die Bronzemedaille im 8-Ball.
Im Februar 2012 erreichte Mario He bei der 8-Ball-Weltmeisterschaft die Runde der letzten 64. Einen Monat später gelang ihm bei der Europameisterschaft sein bis dahin größter Erfolg. Nachdem er im Halbfinale des 14/1-endlos-Wettbewerbs gegen Nick van den Berg ausgeschieden war, schaffte er es im 8-Ball nach Siegen gegen Petri Makkonen und Francisco Díaz-Pizarro ins Finale, in dem er durch einen 8:0-Sieg gegen den Ukrainer Artem Koshovyi Europameister wurde. Bei der 9-Ball-WM 2012 erreichte er erneut die Runde der letzten 64. Ein Jahr später besiegte er in dieser Runde den Engländer Mark Gray und erreichte damit erstmals die Runde der letzten 32, in der er mit 6:11 gegen Nikos Ekonomopoulos verlor. Bei der österreichischen Meisterschaft 2013 gewann er die Titel in den Disziplinen 8-Ball, 10-Ball und 14/1 endlos.
Bei der 9-Ball-Weltmeisterschaft 2014 erreichte Mario He das Achtelfinale, in dem er dem späteren Weltmeister Niels Feijen mit 6:11 unterlag. Bei den Dutch Open 2014 schaffte er es ins Halbfinale und verlor dort mit 1:9 gegen Nikos Ekonomopoulos. Wenige Wochen später gelang es ihm bei der österreichischen Meisterschaft, seinen Titel im 8-Ball erfolgreich zu verteidigen und erstmals den Titel im 9-Ball zu gewinnen. Im Februar 2015 schied Mario He bei der 10-Ball-WM sieglos in der Vorrunde aus. Bei den ersten beiden Euro-Tour-Turnieren des Jahres 2015, den Italian Open 2015 und den Portugal Open 2015, gewann er hingegen die Bronzemedaille. Bei der 9-Ball-WM 2015 erreichte er die Runde der letzten 64 und schied dort gegen Ko Ping-chung aus. Im Oktober 2015 wurde er österreichischer Meister in den Disziplinen 14/1 endlos, 10-Ball und 9-Ball. Der Titel im 9-Ball, den er im Finale gegen Jürgen Jenisy gewann, war sein elfter Meistertitel bei den Herren, womit er mit dem Rekordmeister Albin Ouschan gleichzog.
Bei der Europameisterschaft 2016 erreichte Mario He im 10-Ball und im 8-Ball das Viertelfinale. Im Juni 2016 gewann er mit den North Cyprus Open erstmals ein Euro-Tour-Turnier. Nachdem er unter anderem die früheren Weltmeister Niels Feijen und Ralf Souquet besiegt hatte, zog er durch einen 9:4-Halbfinalsieg gegen Jayson Shaw ins Finale ein, in dem er mit 9:5 gegen Nikos Ekonomopoulos gewann. Im August 2016 erreichte er zum zweiten Mal das Achtelfinale der 9-Ball-Weltmeisterschaft. Wie bereits zwei Jahre zuvor unterlag er dort dem späteren Weltmeister, seinem Landsmann Albin Ouschan. Wenig später schied er bei den China Open in der Runde der letzten 32 aus. Im Oktober 2016 erreichte er bei den US Open den 25. Platz und wenige Tage später bei den Kuwait Open die Runde der letzten 64.
Im Februar 2017 erreichte He bei den Italian Open das Viertelfinale. Bei der Europameisterschaft 2017 gewann er seine fünfte EM-Medaille. Nachdem er im 14/1 endlos und im 10-Ball in der Runde der letzten 32 ausgeschieden war, zog er beim 8-Ball-Wettbewerb ins Halbfinale ein, in dem er dem Niederländer Marc Bijsterbosch mit 7:10 unterlag. Beim anschließenden 9-Ball-Wettbewerb schied er hingegen bereits in der Runde der letzten 64 aus. Im Mai 2017 erreichte er bei den Austrian Open durch einen 9:8-Halbfinalsieg gegen Albin Ouschan zum dritten Mal auf der Euro-Tour das Finale. Im Endspiel besiegte er den Spanier Francisco Sánchez mit 9:2 und gewann somit seinen zweiten Euro-Tour-Titel. Beim Ryo Rack Classic 2017, seiner ersten Turnierteilnahme bei der World Pool Series, zog er ins Viertelfinale ein, in dem er dem Albaner Eklent Kaçi unterlag. Im Oktober 2017 erreichte er bei der American Straight Pool Championship das Achtelfinale und bei den US Open erneut den 25. Platz. Wenig später verlor er bei den Treviso Open 2017 sein viertes Euro-Tour-Endspiel mit 1:9 gegen den 16-jährigen Polen Wiktor Zieliński.
Nach einer positiven Dopingkontrolle im Oktober des Jahres wurde im Dezember 2018 von der Nationalen Anti-Doping Agentur (NADA) eine Sperre von vier Monaten gegen den 25-Jährigen ausgesprochen.

### Mannschaft
Mit dem Pool Players Club Rankweil erreichte Mario He in der Bundesligasaison 2007/08 den zweiten Platz. Nach dem Abstieg der Pool Players in der Saison 2008/09 wechselte er zum Pool X-Press Innsbruck, mit dem er in der Saison 2009/10 österreichischer Meister wurde. Anschließend spielte er zwei Spielzeiten beim Zweitligisten BSV Break Feldkirch, bevor er 2012 zum Pool X-Press Innsbruck zurückkehrte und mit diesem 2013 Vizemeister sowie 2014 und 2015 österreichischer Meister wurde. Nachdem die Bundesligamannschaft des Pool X-Press abgemeldet wurde, wechselte He zum CAP Hörbranz, mit dem er in der Saison 2015/16 als Regionalligameister in die Bundesliga aufstieg. In der folgenden Spielzeit wurde er mit der Mannschaft österreichischer Meister.
Seit 2014 spielt er zudem beim deutschen Bundesligisten BSV Dachau, mit dem er 2015 Vizemeister und 2016 sowie 2017 deutscher Meister wurde.
Mario He nahm bislang sechsmal am World Cup of Pool teil. Nachdem er 2010 und 2011 mit Jasmin Ouschan in der ersten Runde ausgeschieden war, bildete er 2012 gemeinsam mit Albin Ouschan das österreichische Team und erreichte das Achtelfinale. 2014 erreichte er mit Albin Ouschan als erstes österreichisches Doppel das Halbfinale, in dem sie den Niederländern Niels Feijen und Nick van den Berg mit 1:9 unterlagen. 2015 schieden sie im Viertelfinale gegen die späteren Turniersieger Ko Pin-yi und Chang Yu-Lung aus. 2017 gewannen He und Ouschan durch einen 10:6-Finalsieg gegen die Amerikaner Shane van Boening und Skyler Woodward als erste Österreicher den World Cup of Pool.
Mit der österreichischen Nationalmannschaft wurde He 2014 und 2017 Europameister sowie 2012 und 2015 EM-Dritter. Bei der EM 2017 gewann er im Finale das entscheidende Einzelmatch mit 8:7 gegen Jani Uski.
Bei der Team-Weltmeisterschaft war er zweimal Teil der österreichischen Mannschaft, mit der er 2010 in der Vorrunde ausschied und 2014 das Achtelfinale erreichte.

## Erfolge
| Einzel                                | Einzel                 |
| ------------------------------------- | ---------------------- |
| Österreichischer 8-Ball-Meister:      | 2010, 2011, 2013, 2014 |
| Österreichischer 10-Ball-Meister:     | 2011, 2013, 2015       |
| 8-Ball-Europameister:                 | 2012                   |
| Österreichischer 14/1-endlos-Meister: | 2013, 2015             |
| Österreichischer 9-Ball-Meister:      | 2014, 2015             |
| North Cyprus Open:                    | 2016                   |
| Austrian Open:                        | 2017                   |
| Mannschaft                            |                        |
| Österreichischer Meister:             | 2010, 2014, 2015, 2017 |
| Europameister:                        | 2014, 2017             |
| Deutscher Meister:                    | 2016, 2017             |
| World Cup of Pool:                    | 2017                   |

## Sonstiges
Mario He spielt auch Schach und wurde unter anderem Landesjugendmeister.